# 수곡초등학교 (충남)
수곡초등학교는 대한민국 충청남도 보령시 주산면 사작골길 13-13 (유곡리)에 있었던 초등학교이다.

## 연혁
- 1960.02.26 수곡국민학교 설립 개교
- 1996.03.01 수곡초등학교로 개칭
- 1999.03.01 주산초등학교로 통폐합